# Grupiara
Grupiara là một đô thị thuộc bang Minas Gerais, Brasil. Đô thị này có diện tích 192,557 km², dân số năm 2007 là 1412 người, mật độ 7,6 người/km².